# Zastava M49
A Zastava M49 é uma submetralhadora iugoslava com câmara para o cartucho 7,62×25mm Tokarev, projetada para uso com o Exército Popular Iugoslavo. Embora externamente semelhante à PPSh-41, além de ser capaz de alternar carregadores, a M49 é na verdade muito diferente tanto na construção quanto no projeto. De natureza mais semelhante à Beretta MAB 38 italiana, a M49 apresenta um receptáculo de tubo de peça única que contém o ferrolho, a mola de recuo e o mecanismo de amortecimento. Construída com peças usinadas e também com tubos simples, o conjunto do receptáculo incorpora uma cobertura de cano ventilada para proteger o operador de queimaduras durante períodos de tiro rápido, bem como um freio de boca simples para estabilizar a arma.
A M49 é uma arma de fogo seletivo, com a chave seletora localizada imediatamente na frente do gatilho, dentro do guarda-mato. A trava de segurança é do tipo botão de pressão, localizada na lateral da coronha, à frente do grupo de gatilho. Ao contrário da submetralhadora M56 posterior, a M49 apresenta uma coronha de madeira maciça, semelhante em construção à do fuzil M48 Mauser, também em uso na época. A M49 é desmontada desparafusando a tampa na parte traseira do receptáculo, permitindo que todas as peças internas sejam extraídas pela abertura. A M49 e a variante posterior M49/57 são diferentes apenas em pequenos detalhes.

## Operadores
- Iugoslávia
- Vietnã do Norte
- Iraque
- Angola